# Nowolakskoje
Nowolakskoje, frühere Namen Banai-Aul, Banai-Auch (russisch Новола́кское, tschetschenisch Бони-Эвла) ist ein Dorf (selo) in der Republik Dagestan in Russland mit 5951 Einwohnern (Stand 14. Oktober 2010).

## Geographie
Der Ort liegt gut 80 km Luftlinie westnordwestlich der Republikhauptstadt Machatschkala im nordöstlichen Randgebiet des Großen Kaukasus. Er befindet sich etwa 3 km von der Grenze zur Republik Tschetschenien am linken Ufer des Jaryksu, eines linken Nebenflusses des Aktasch.
Nowolakskoje ist Verwaltungszentrum des Nowolakski rajon sowie Sitz und einzige Ortschaft der Landgemeinde (selskoje posselenije) Selo Nowolakskoje.

## Geschichte
Das zum Zeitpunkt des Anschlusses der Region an das Russische Reich Anfang des 19. Jahrhunderts wie das gesamte umliegende Gebiet von Tschetschenen besiedelte Dorf trug zunächst den Namen Banai-Aul. 1943 wurde es Sitz des neu Gebildeten Rajon Auch, nach der Bezeichnung Auch für die dort lebende Subethnie der Tschetschenen. Nach der Deportation der Tschetschenen am 23. Februar 1944 wurden im Ort und im Rajon Laken aus Dörfern des Lakski rajon um Kumuch in Gebirgsteil der Dagestanischen ASSR angesiedelt. Rajon und Ort erhielten ihre heutigen Namen („Neu-Lakischer Rajon“ beziehungsweise „Neu-Lakisches (Dorf)“).
Im Dagestankrieg war Nowolakskoje vom 5. bis 14. September 1999 von tschetschenischen Freischärlern besetzt. Während der schweren Kämpfe mit der russischen Armee wurde das Dorf weitgehend zerstört, aber in Folge wieder neu errichtet.

### Bevölkerungsentwicklung
| Jahr | Einwohner |
| ---- | --------- |
| 1926 | 1416      |
| 1959 | 1585      |
| 1970 | 1971      |
| 1979 | 2411      |
| 1989 | 2785      |
| 2002 | 4169      |
| 2010 | 5951      |

Anmerkung: Volkszählungsdaten

## Verkehr
Nach Nowolakskoje führt die Regionalstraße 82K-021 aus der gut 15 km nordnordöstlich gelegenen Großstadt Chassawjurt. Dort besteht Anschluss an die föderale Fernstraße R217, die entlang dem Nordrand des Kaukasus zur aserbaidschanischen Grenze führt. In Chassawjurt befindet sich auch die nächstgelegene Bahnstation an der Strecke Rostow am Don – Machatschkala – Baku.